# Undecimber
Undecimber är ett gothic metal-band som bildades i Stockholm år 2005.

## Biografi
Bandet har ett nära samarbete med författaren Åsa Schwarz och fick sitt genombrott med låten Demon my Love som användes i marknadsföringen av boken Och fjättra Lilith i kedjor. Debutalbumet Seven Nights of Sin slog försäljningsrekord i sin genre med att bli slutsålt i handeln två veckor efter skivsläpp. Undecimber fick sitt internationella genombrott efter sin medverkan i brittiska tidskriften Metal Hammer och uppträder ofta på Whitby Gothic Festival. Musiken produceras av Niko Röhlcke från det svenska bandet Weeping Willows. Undecimber ligger för närvarande på skivbolaget Downfall Records.

## Medlemmar
Senaste medlemmar
- Mikael "Mizzy" Carling – basgitarr
- Jan "Zombie" Spanedal  – trummor
- Emma "Lash" Kronborg – gitarr
- Patrik "Snakes" Ransäter – sång

Tidigare medlemmar
- Peter "Zkipper" Jansson – trummor
- Andreas Rahm – basgitarr
- Mikael Söderman – gitarr, sång

## Kuriosa
- Bandmedlemmarna figurerar ibland som karaktärer i Åsa Schwarzs litteratur.
- Undecimber har medverkat i filmen Interview with a goth (Doomfilms).
- Alla bandmedlemmar har ett ankare tatuerat på handleden.

## Diskografi
Studioalbum
- Seven Nights of Sin (2011)
- Dead Inside (2014)

EP
- Silence Divine (2007)

Video
- Death by Design (2011)